# Apinagia brevicaulis
Apinagia brevicaulis là một loài thực vật có hoa trong họ Podostemaceae. Loài này được Mildbr. mô tả khoa học đầu tiên năm 1904.